# 備忘錄 (紀錄短片)
《备忘录》是由穷山恶水电影小组拍摄、以2022年上海封城为题材的纪录短片。
该片拍摄于2022年春天。当时，由于新冠病毒流行，在上海官方坚持动态清零的高压之下，全市两千四百万人遭强制禁足。
2023年10月7日，该片在2023台湾国际民族志影展上上映。
2023年11月25日，该片荣获第60屆金馬獎最佳纪录短片奖。 